# Mardijo
Mardijo (6 tháng 2 năm 1944 – 1 tháng 10 năm 2022) là một chính trị gia người Indonesia. Ông là chủ tịch Hội đồng Đại diện Nhân dân tỉnh Trung Java trong giai đoạn từ năm 1999 đến năm 2004, và là ứng cử viên cho chức Thống đốc tỉnh vào năm 2003. Ông đồng thời cũng là đảng viên Đảng Dân chủ - Đấu tranh Indonesia và từng là đảng viên của Đảng Dân chủ Đổi mới.

## Xuất thân
Mardijo sinh ra tại thị trấn Kutoarjo (nay thuộc huyện Purworejo, phía nam tỉnh Trung Java) vào ngày 6 tháng 2 năm 1944. Ông được giáo dục cơ bản tại Kutoarjo cho đến khi tốt nghiệp trung học vào năm 1963. Sau đó, ông đăng ký vào khoa y tại Đại học Diponegoro nhưng sau đó đã bỏ học vào năm 1967 vì gia đình không có tiền để cho ông đi học. Trong giai đoạn còn là sinh viên, ông đã tham gia vào các phong trào điển hình như Phong trào Sinh viên Quốc gia Indonesia và Phong trào Thanh niên Marhaenist. Sau khi bỏ học, Mardijo bắt đầu làm nhân viên bán thiết bị phòng thí nghiệm.

## Sự nghiệp chính trị
Năm 1976, Mardijo đã bắt đầu tham gia vào sự nghiệp chính trị khi ông trở thành đảng viên Đảng Dân chủ Indonesia (PDI) và sau đó được bổ nhiệm làm Trưởng ban Kinh tế và Phát triển của Đảng khu vực Semarang. Tuy nhiên, do mâu thuẫn nội bộ Đảng, ông đã rời đi vào năm 1982 rồi tái gia nhập PDI vào năm 1993. Khi đó, ngay lập tức ông được bổ nhiệm trở thành Chủ tịch Chi bộ Semarang của Đảng và đến năm 1996 là thủ quỹ Chi bộ cấp tỉnh Trung Java của Đảng. Sang năm 2000, ông trở thành Chủ tịch Chi bộ Trung Java của Đảng mà sau này được đổi tên thành Đảng Dân chủ - Đấu tranh Indonesia (PDI-P). Sau đó, ông cũng được bầu vào Hội đồng Đại diện Nhân dân tỉnh Trung Java sau cuộc bầu cử vào năm 1999 và trở thành chủ tịch cho cơ quan lập pháp này nhiệm kỳ 1999 – 2004.
Vào năm 2003, ông đã tự đề cử bản thân trở thành ứng cử viên thống đốc của PDI-P trong cuộc tranh cử đại diện với người cùng đảng đương nhiệm là Mardiyanto. Khi việc ứng cử bị từ chối và được yêu cầu không tranh cử, ông đã cãi lệnh và do đó bị cách chức. Trong cuộc bầu cử, phiếu bầu của các ủy viên hội đồng PDI-P bị chia rẽ, nhưng với sự ủng hộ của Đảng Thức tỉnh Quốc gia, Mardiyanto đã đánh bại Mardijo với tỷ số cách biệt. Tuy nhiên, sau cuộc bỏ phiếu, hàng nghìn người ủng hộ Mardijo đã bạo loạn làm hư hỏng nhiều lều của PDI-P và buộc các ủy viên hội đồng phải sơ tán. Đồng thời ông rời đảng PDI-P và gia nhập Đảng Dân chủ Đổi mới. Đến năm 2009, với tư cách ứng cử viên cho Hội đồng Đại diện Nhân dân, ông đã tranh cử không thành công trong cuộc bầu cử lập pháp.
Năm 2005, ông bị buộc tội tham nhũng ngân sách tỉnh và bị Tòa án Semarang kết án một năm tù. Khi kháng cáo, bản án của ông lần đầu tiên bị Tòa án Cấp cao Trung Java tăng lên hai năm tù nhưng sau đó Tòa án Tối cao Indonesia đã giảm xuống còn một năm tù và hai năm quản chế. Sau khi xem xét, bản án của ông được ấn định thành hai năm tù vào năm 2011 và bị giam giữ sau đó. Sau khi được trả tự do, ông gia nhập lại PDI-P và vận động cho đảng trong cuộc bầu cử Tổng thống năm 2014.
Ông qua đời vào ngày 1 tháng 10 năm 2022 tại nhà riêng ở Semarang.